# 高分子与复合材料应用研究中心
高分子与复合材料应用研究中心（CREPEC: Center for Applied Research on Plastics and Composites/Centre de Recherche En Plasturgie Et Composites）是由蒙特利尔（大学）工学院、麦吉尔大学、康考迪亚大学、新布鲁克大学、拉瓦尔大学以及加拿大国家研究院工业材料研究所 （页面存档备份，存于）等机构中涉及高分子及复合材料领域的研究人员组成。拥有北美最先进、规模最大的高分子和复合材料的加工及表征设备。